# Amylotheca subumbellata
Amylotheca subumbellata är en tvåhjärtbladig växtart som beskrevs av Bryan Alwyn Barlow. Amylotheca subumbellata ingår i släktet Amylotheca och familjen Loranthaceae. Inga underarter finns listade i Catalogue of Life.